# Mortes em maio de 2009
Mortes em 2009: ← Janeiro – Fevereiro – Março – Abril – Maio – Junho – Julho – Agosto – Setembro – Outubro – Novembro – Dezembro →
A lista a seguir relaciona pessoas notáveis que morreram em maio de 2009:

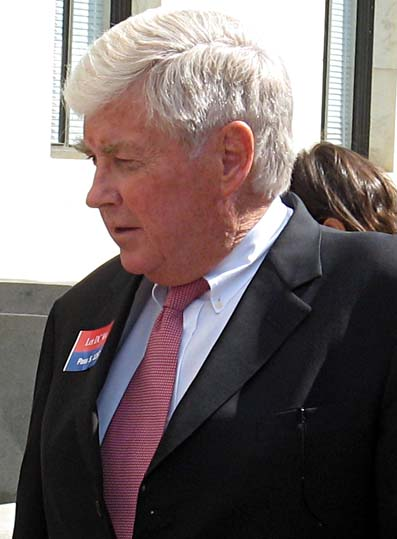
Jack Kemp, político e jogador americano.

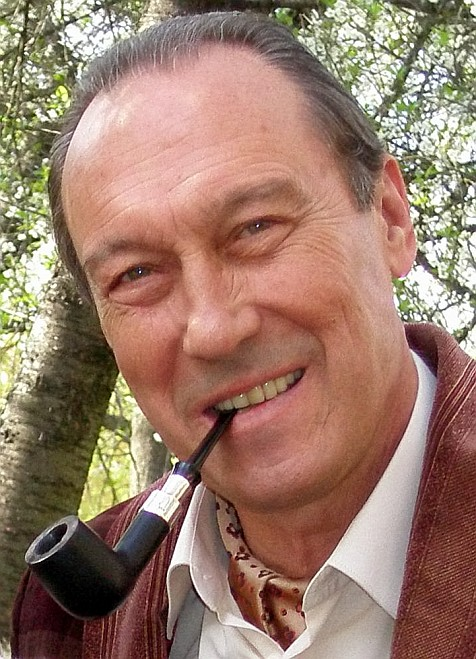
Oleg Yankovsky, ator russo.

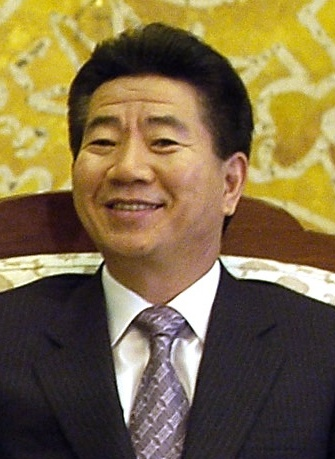
Roh Moo-hyun, ex-presidente da Coreia do Sul.

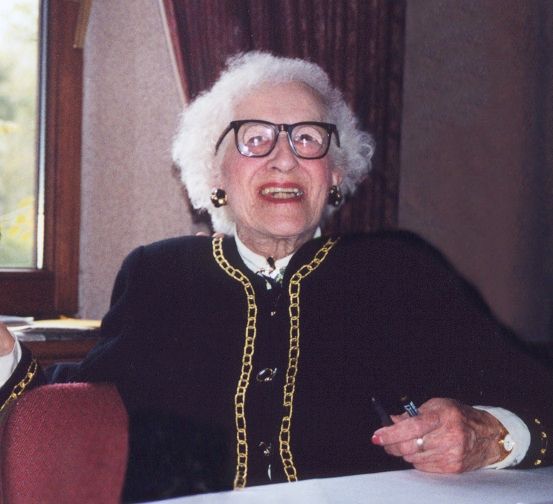
Millvina Dean, última sobrevivente do RMS Titanic.

| Dia | Nome                   | Profissão ou motivo de reconhecimento   | Nacionalidade  | Ano de nasc. | Ref    |
| --- | ---------------------- | --------------------------------------- | -------------- | ------------ | ------ |
| 1   | Karst Tates            | Autor de atentado à Família Real        | Países Baixos  | 1971         | [ 1 ]  |
| 2   | Augusto Pinto Boal     | Dramaturgo                              | Brasil         | 1931         | [ 2 ]  |
| 2   | Jack Kemp              | Jogador de futebol americano e político | Estados Unidos | 1935         | [ 3 ]  |
| 4   | Dom DeLuise            | Ator                                    | Estados Unidos | 1933         | [ 4 ]  |
| 4   | Vasco Granja           | Apresentador de TV                      | Portugal       | 1925         | [ 5 ]  |
| 5   | Benjamin Flores        | Pugilista                               | México         | 1984         | [ 6 ]  |
| 6   | Ean Evans              | Músico                                  | Estados Unidos | 1960         | [ 7 ]  |
| 6   | Kevin Grubb            | Automobilista                           | Estados Unidos | 1978         | [ 8 ]  |
| 7   | Danny Ozark            | Treinador de basquete                   | Estados Unidos | 1927         | [ 9 ]  |
| 8   | Boaventura Kloppenburg | Bispo                                   | Alemanha       | 1919         | [ 10 ] |
| 8   | Dom DiMaggio           | Jogador de beisebol                     | Estados Unidos | 1917         | [ 11 ] |
| 8   | Fons Brijdenbach       | Atleta                                  | Bélgica        | 1954         | [ 12 ] |
| 9   | Chuck Daly             | Treinador de basquete                   | Estados Unidos | 1930         | [ 13 ] |
| 13  | Antonio Vega           | Cantor e compositor                     | Espanha        | 1957         | [ 14 ] |
| 13  | Norbert Eschmann       | Futebolista                             | Suíça          | 1933         | [ 15 ] |
| 13  | Rafael Escalona        | Compositor                              | Colômbia       | 1927         | [ 16 ] |
| 13  | Waldemar Levy Cardoso  | Militar                                 | Brasil         | 1900         | [ 17 ] |
| 15  | Hubert van Es          | Fotógrafo                               | Países Baixos  | 1941         | [ 18 ] |
| 15  | Susanna Agnelli        | Política e escritora                    | Itália         | 1921         | [ 19 ] |
| 15  | Wayman Tisdale         | Basquetebolista e cantor                | Estados Unidos | 1964         | [ 20 ] |
| 17  | Mario Benedetti        | Escritor                                | Uruguai        | 1920         | [ 21 ] |
| 18  | Dolla                  | Cantor                                  | Estados Unidos | 1987         | [ 22 ] |
| 18  | Wayne Allwine          | Dublador                                | Estados Unidos | 1947         | [ 23 ] |
| 19  | Andrey Ivanov          | Futebolista                             | Rússia         | 1967         | [ 24 ] |
| 20  | Lucy Gordon            | Modelo e atriz                          | Inglaterra     | 1980         | [ 25 ] |
| 20  | Oleg Yankovsky         | Ator                                    | Rússia         | 1943         | [ 26 ] |
| 21  | João Bénard da Costa   | Historiador                             | Portugal       | 1935         | [ 27 ] |
| 22  | Zé Rodrix              | Cantor e compositor                     | Brasil         | 1947         | [ 28 ] |
| 23  | Robert Furchgott       | Nobel de Fisiologia/Medicina            | Estados Unidos | 1916         | [ 29 ] |
| 23  | Roh Moo-hyun           | Ex-Presidente de seu país               | Coreia do Sul  | 1946         | [ 30 ] |
| 26  | Arcangelo Ianelli      | Pintor, ilustrador e escritor           | Brasil         | 1922         | [ 31 ] |
| 27  | Leina Krespi           | Atriz                                   | Brasil         | 1938         | [ 32 ] |
| 29  | Karine Ruby            | Atleta de snowboard                     | França         | 1977         | [ 33 ] |
| 30  | Ephraim Katzir         | Político e biofísico                    | Israel         | 1916         | [ 34 ] |
| 30  | Luís Cabral            | Político                                | Guiné-Bissau   | 1931         | [ 35 ] |
| 30  | Yaffar al Numeiry      | Político                                | Sudão          | 1930         | [ 36 ] |
| 31  | Millvina Dean          | Sobrevivente do Titanic                 | Inglaterra     | 1912         | [ 37 ] |
| 31  | Martin Clemens         | Soldado e administrador colonial        | Escócia        | 1915         | [ 38 ] |